# Inga lopadadenia
Inga lopadadenia är en ärtväxtart som beskrevs av Hermann August Theodor Harms. Inga lopadadenia ingår i släktet Inga och familjen ärtväxter. Inga underarter finns listade i Catalogue of Life.